# Nampula (stad)
Nampula is een stad in Mozambique en is de hoofdplaats van de provincie Nampula.
Nampula telde in 2007 bij de volkstelling 471.717 inwoners. Het is het economisch centrum van het noorden van het land, en na Beira en Maputo, de grootste stad in Mozambique.
De stad kent de laatste jaren een sterke economische groei door de "Corridor de Nacala", een verkeersas (trein en weg) tussen Nacala en Malawi. Het is voor Malawi de enige weg naar de zee.

## Geboren
- Carlos Queiroz (1953), Portugese voetbalcoach
- Paulo Fonseca (1973), voetbalcoach
- Abel Xavier (1972), voetballer
- Rui Bandeira (1973), zanger